# John Kendal

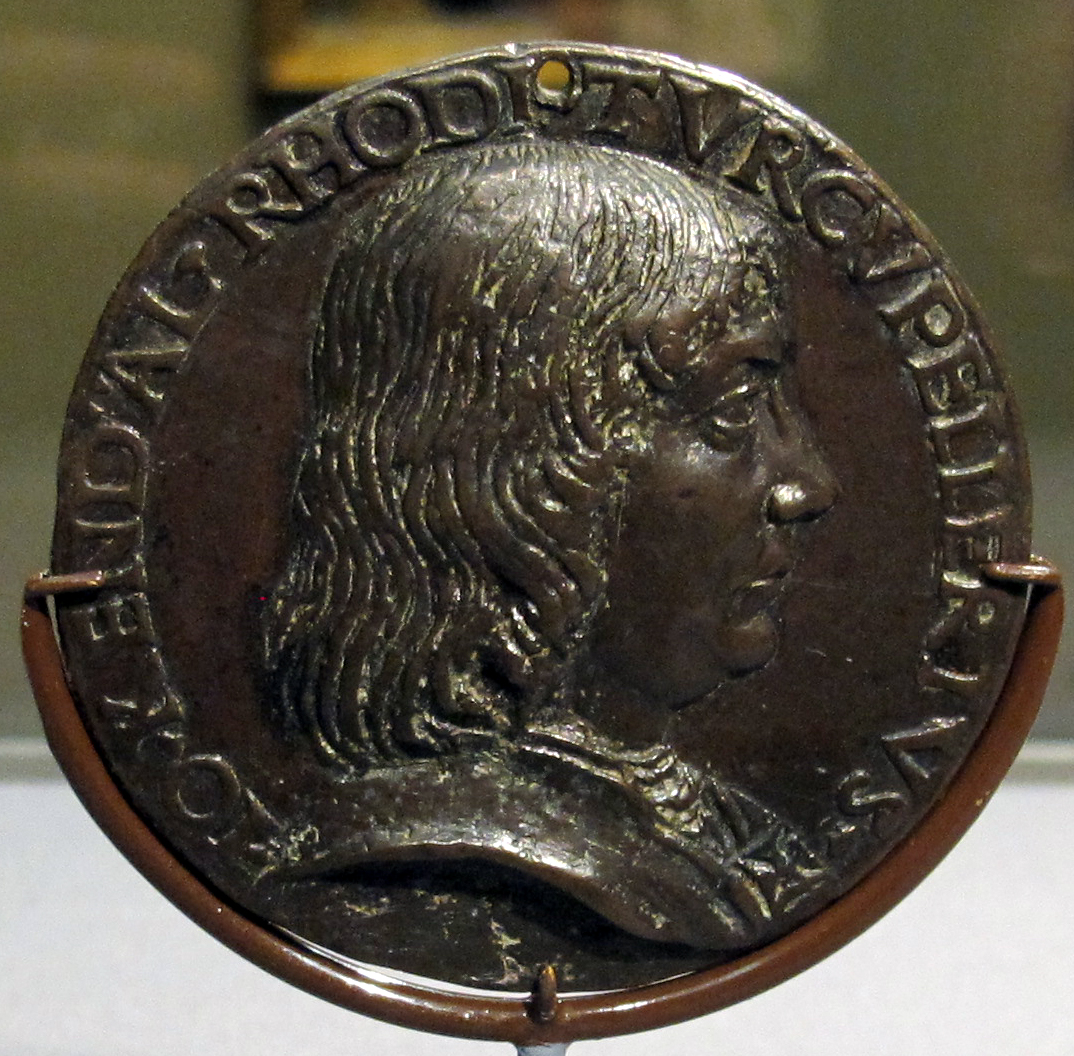
Medaille, Sir John Kendal, 1480

Sir John Kendal († November 1501) war ein englischer Ritter des Johanniterordens.

## Leben
Sir John Kendal entstammte der englischen Gentry und trat als Ritter in den Johanniterorden ein.
1480 war er Turcopolier (Oberaufseher der Reiterei) des Johanniterordens auf Rhodos und reiste als Gesandter von Papst Sixtus IV. durch England um vor dem Hintergrund der Belagerung von Rhodos (1480) Geldmittel und Truppen für den Kampf des Ordens gegen die Türken einzuwerben. In diesem Zusammenhang wurde ihm zu Ehren eine Medaille geprägt, die als erste ihrer Art in England bezeichnet wird.
Sir John Kendal wurde 1491 Großprior seines Ordens für das Großpriorat England. Als solcher hatte er seinen Amtssitz in Clerkenwell bei London. Er hatte das Amt bis zu seinem Tod inne.
Obwohl Sir John ein frenetischer Anhänger des Hauses York war, verbarg er seine wahren Sympathien so gut, dass er ein gewisses Vertrauen durch Heinrich VII. genoss. So wurde er durch den König als Justice of Array in Essex und Middlesex mit Ordnungsaufgaben betraut, gehörte regelmäßig dem Kronrat des Königs an und diente im Juni 1492 in Étaples als diplomatischer Unterhändler bei den Friedensverhandlungen mit dem französischen König Karl VIII.
In der Mitte der 1490er Jahre war Sir John der Kopf einer Verschwörung, die das Ziel hatte König Heinrich VII. und seine Nachkommen zu ermorden und Perkin Warbeck auf den Thron zu bringen.
Zu den Verschwörern zählte auch William Hussey, Erzdiakon von London.
Die Gruppe agierte aber eher etwas seltsam und unprofessionell. So wurden zum Beispiel 1495 in Rom Wahrsager und Giftmischer beauftragt, die doch eher zweifelhaft waren und das Produkt des einen, eine Art Salbe, wurde letztendlich von Sir John vernichtet.
Trotzdem hatte man ursprünglich einen Giftmord ernsthaft in Erwägung gezogen und in Rom 1495 einen Testmord an einem Bediensteten von Cem Sultan, dem Bruder des Sultans Bayezid II. durchgeführt.
Sir John wurde nie für diese Machenschaften angeklagt oder bestraft.
Er starb im November 1501.

## Rezeption
Sir John Kendal und sein Mordkomplott sind auch Teil der englischen TV-Serie The Shadow of the Tower von 1972.